# 佐藤哲也 (作家)
佐藤 哲也（さとう てつや、1960年12月25日 - 2023年8月24日）は、日本の小説家。

## 人物
静岡県浜松市生まれ。成城大学法学部法律学科卒。コンピュータ・ソフトウエア会社に勤務の後、1993年に第5回日本ファンタジーノベル大賞受賞作品『イラハイ』でデビュー。
妻は、1991年に『バルタザールの遍歴』でやはり日本ファンタジーノベル大賞を受賞した佐藤亜紀。哲学者の池田晶子とは幼なじみで港中学校で同窓である。『妻の帝国』、『下りの船』はそれぞれ日本SF大賞の最終候補作となった。
日本SF作家クラブ会員だったが、2023年4月現在は、会員名簿に名前がない（妻の佐藤亜紀も同様）。
2023年8月24日13時2分に入院先で死去したことが、妻の佐藤亜紀のSNSで明かされた。62歳没。

## 作風
古代ギリシャの対話様式を作中に多用することで知られる。

## 著作リスト

### 長編小説
- 『イラハイ』（1993年 新潮社 ISBN 4103952016 / 1996年 新潮文庫 ISBN 410140321X )
- 『沢蟹まけると意志の力』（1996年 新潮社 ISBN 4103952024 )
- 『妻の帝国』（2002年 早川書房ハヤカワSFシリーズJコレクション ISBN 4152084235 )
- 『熱帯』（2004年 文藝春秋 ISBN 4163232400)
- 『サラミス』（2005年 早川書房 ISBN 4152086149)
- 『下りの船』（2009年 早川書房 想像力の文学 ISBN 4152090502)
- 「ノベル氏」（2011年 電子書籍プラットフォーム : ブクログのパブー　http://p.booklog.jp/book/29192)
- 「テラシティ」（2011年 電子書籍プラットフォーム : ブクログのパブー　http://p.booklog.jp/book/29639)
- 「沢蟹まけると意志の力」（2011年 電子書籍プラットフォーム : ブクログのパブー　http://p.booklog.jp/book/32344) ※『沢蟹まけると意志の力』（1996）に加筆、修正し、番外編3編を追加。
- 『シンドローム』（2015年 福音館書店 ボクラノSFシリーズ ISBN 4834081370）のちキノブックス文庫
- 『テラシティ』（2019年、Tamanoir）
- 『町 ; マラキム』（2020年、Tamanoir）
- 『トポス』（2020年、Tamanoir）

### 短篇集
- 『ぬかるんでから』 (2001年 文藝春秋 ISBN 4163200509 / 2007年 文春文庫 ISBN 4167739011)
- 『異国伝』(2003年 河出書房新社 ISBN 4309015794)
- 「マラキム」（2011年 電子書籍プラットフォーム : ブクログのパブー　http://p.booklog.jp/book/29619)
- 「アニシカ王」（2012年 電子書籍プラットフォーム : ブクログのパブー　http://p.booklog.jp/book/32565) ※「異国伝」（2003年）を原型に戻し、加筆・修正。

### 短篇小説（アンソロジー）
- ベルトロガー9コンプリートファイル(ゲーム原案、短篇小説「ピックマンの穴」、インタビューを収録) (1997年 光栄 ISBN 4877194584) ※「マラキム」（2011年）所収
- 『異形コレクション玩具館』収録「よくばり」(2001年 光文社文庫：井上雅彦編 ISBN 4334732127)
- 『SFバカ本 電撃ボンバー篇』収録「かにくい」 (2002年 メディアファクトリー：岬兄悟・大原まり子編 ISBN 4840105189) ※「マラキム」（2011年）所収
- 罪（〈STRANGE FICTION〉SFマガジン2009年5月増刊号、早川書房、2009年3月）
- "King Anisika" (Bewildering Stories)

### その他
- 森見登美彦『四畳半神話大系』(2008年、角川文庫、ISBN 9784043878017)解説